# Dorosoma smithi
Dorosoma smithi és una espècie de peix pertanyent a la família dels clupeids.

## Descripció
- Pot arribar a fer 14 cm de llargària màxima.
- 22-29 radis tous a l'aleta anal.
- Boca petita.[4][5]

## Hàbitat
És un peix d'aigua dolça, pelàgic i de clima subtropical (29°N-20°N).

## Distribució geogràfica
Es troba a Nord-amèrica: les conques fluvials pacífiques del nord-oest de Mèxic (entre Sinaloa i Sonora), incloent-hi les dels rius Sinaloa i Yaqui.

## Observacions
És inofensiu per als humans.